# アンリ・ファンタン＝ラトゥール

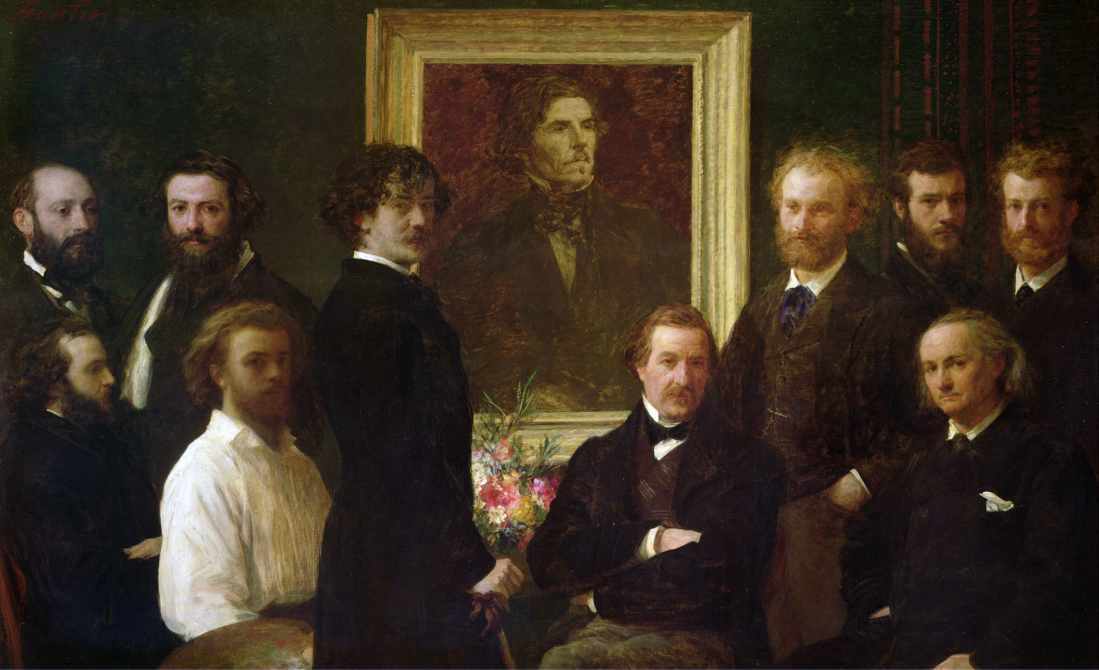
ファンタン＝ラトゥール作「ドラクロワへのオマージュ」（1864年）
ファンタン＝ラトゥールと親交のあった画家や詩人が描かれている。前列左よりデュランティ、ファンタン＝ラトゥール、ホイッスラー、シャンフルーリ、ボードレール、後列左よりコルディエール、ルグロ、マネ、ブラックモン、バルロワ

アンリ・ジャン・テオドール・ファンタン＝ラトゥール（Henri Jean Théodore Fantin-Latour, 1836年1月14日 - 1904年8月25日）は、フランスの画家、リトグラフの版画家。

## 生涯
ファンタン＝ラトゥールはフランス、イゼール県のグルノーブルに生まれた。父親のテオドール・ファンタン＝ラトゥール(Théodore Fantin-Latour:1805-1875)も画家であった。父親やオラース・ルコック・ド・ボワボードランに学んだ後、1854年からパリのエコール・デ・ボザールで学んだ。パリの美術館で名画を模写して修行し、同世代のエドガー・ドガやエドゥアール・マネ、ベルト・モリゾと知り合った。1859年にジェームズ・マクニール・ホイッスラーに招かれて、イギリスに旅しイギリスの画家たちとも知り合いを得た。1959年にギュスターヴ・クールベとも知り合い、2年後クールベのスタジオで働いた。1863年の「落選展」に作品を出展した画家の一人となった。
1862年にマネ、アルフォンス・ルグロ、ホイッスラー、ヨハン・ヨンキント、フェリックス・ブラックモンらとエッチング版画家協会（Société des Aquafortistes）を設立した。
1864年に、ロンドンのロイヤル・アカデミー・オブ・アーツの展覧会に出展した。イギリスではファンタン・ラトゥールの花を描いた作品は人気を得た。
印象派の画家と同世代であり、親しかったが、写実主義のスタイルで描いた。
1876年、画家仲間だったヴィクトリア・デュブールと結婚。以後、夏になるとオルヌ県ビュレ（Buré）にあった妻の家族の田舎の邸宅で過ごし、その場所でファンタン＝ラトゥールは亡くなった。遺体はパリのモンパルナス墓地に埋葬された。

## 作品
ファンタン＝ラトゥールの作品でよく知られているのは、静物画、花の絵、友人の画家・作家たちのグループ肖像画、クラシックの大作曲家たちの作品を描いた精巧なリトグラフ
などである。
ファンタン＝ラトゥールをイギリスに紹介したのは、ジェームズ・マクニール・ホイッスラーだった。
ファンタン＝ラトゥールの絵の1つは現在250万USドルする。

## ギャラリー

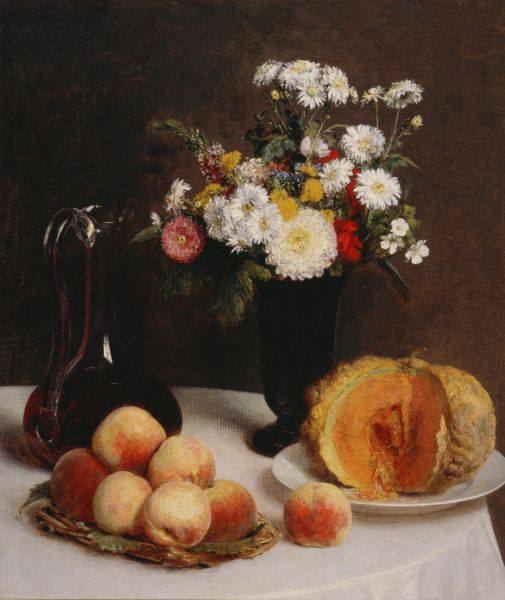
カラフ、花、果物のある静物画（1865年）東京、国立西洋美術館所蔵
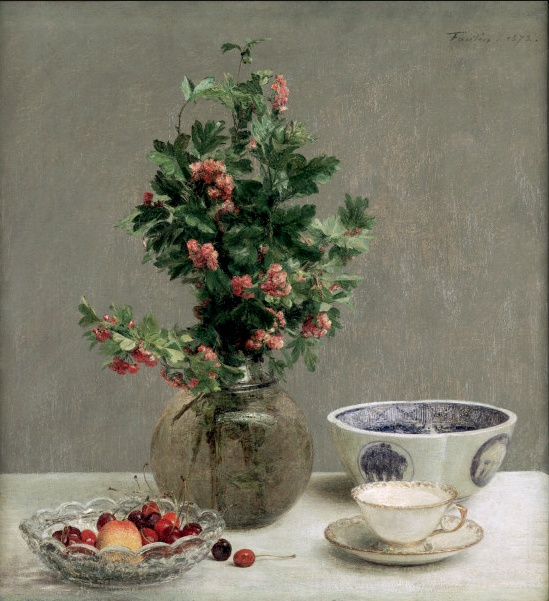
サンザシの花瓶、サクランボの鉢、日本のお椀、カップと皿のある静物画（1872年）
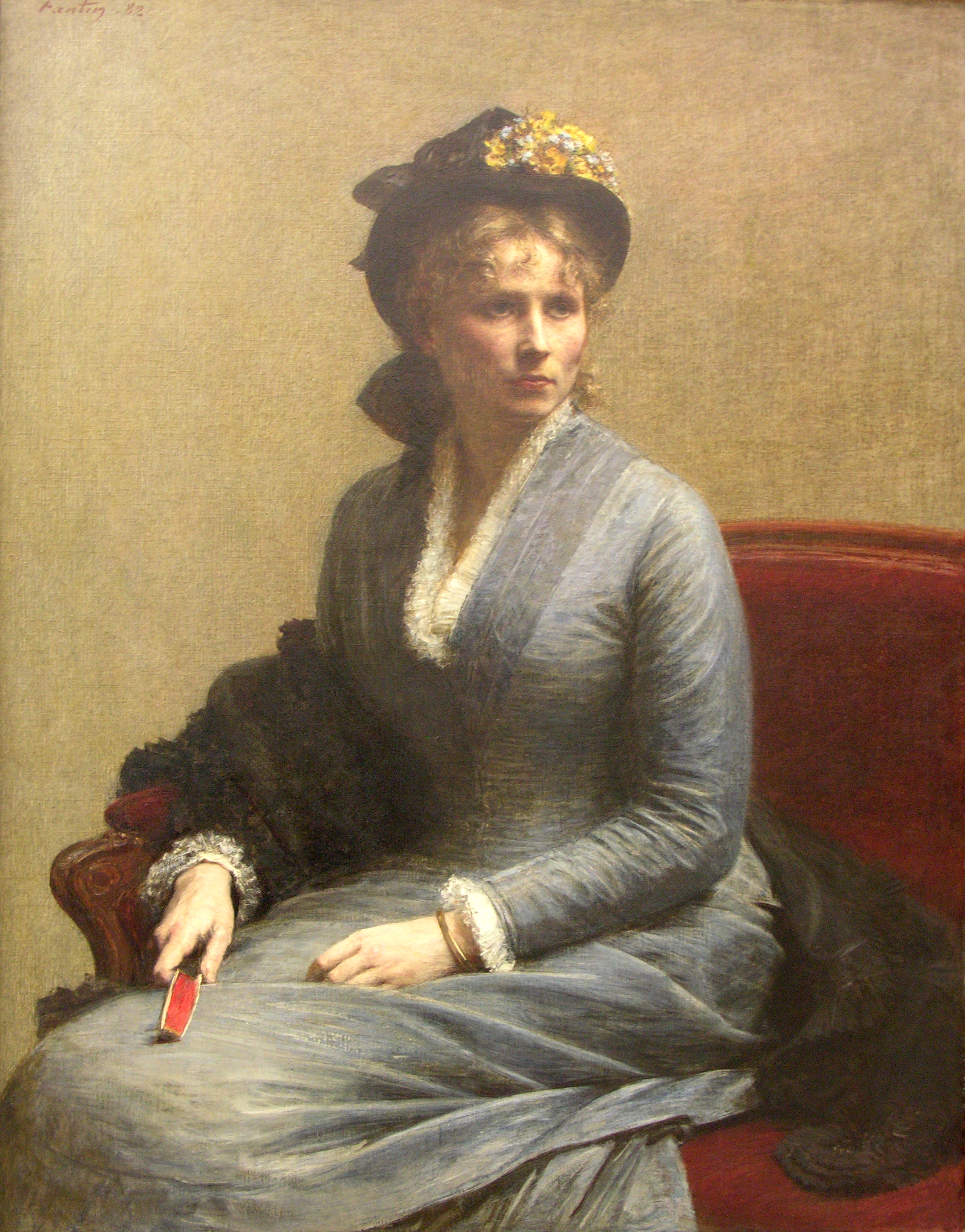
義理の妹シャルロット・デュブールの肖像（1882年）
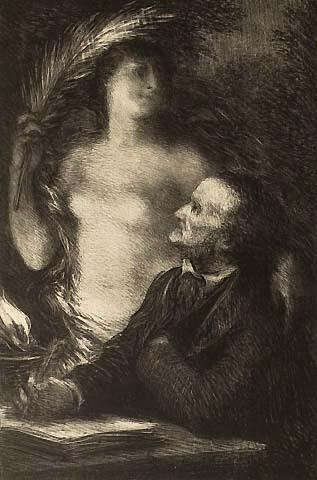
ミューズ (リヒャルト・ワーグナー）版画作品
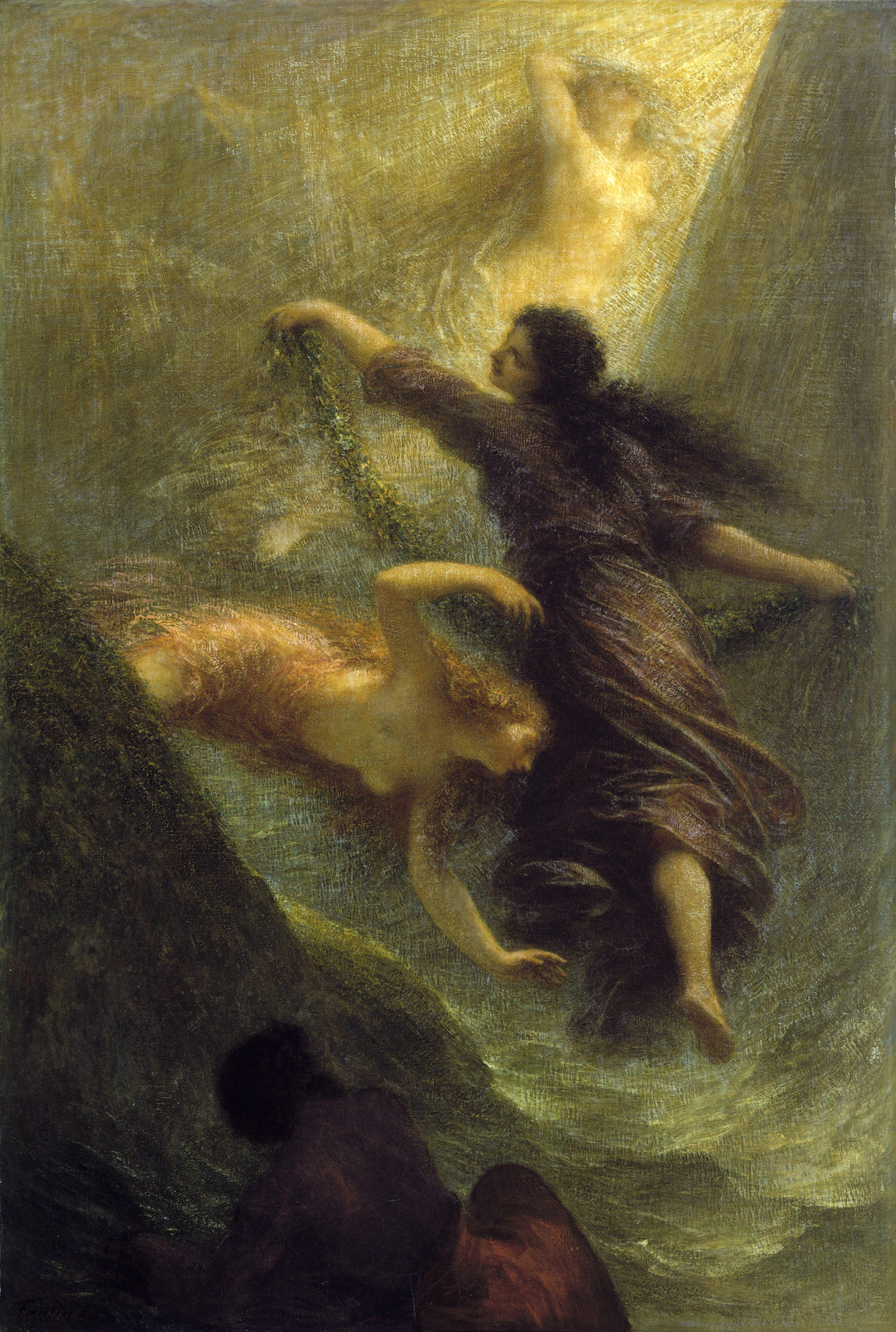
ラインの黄金（1888年）
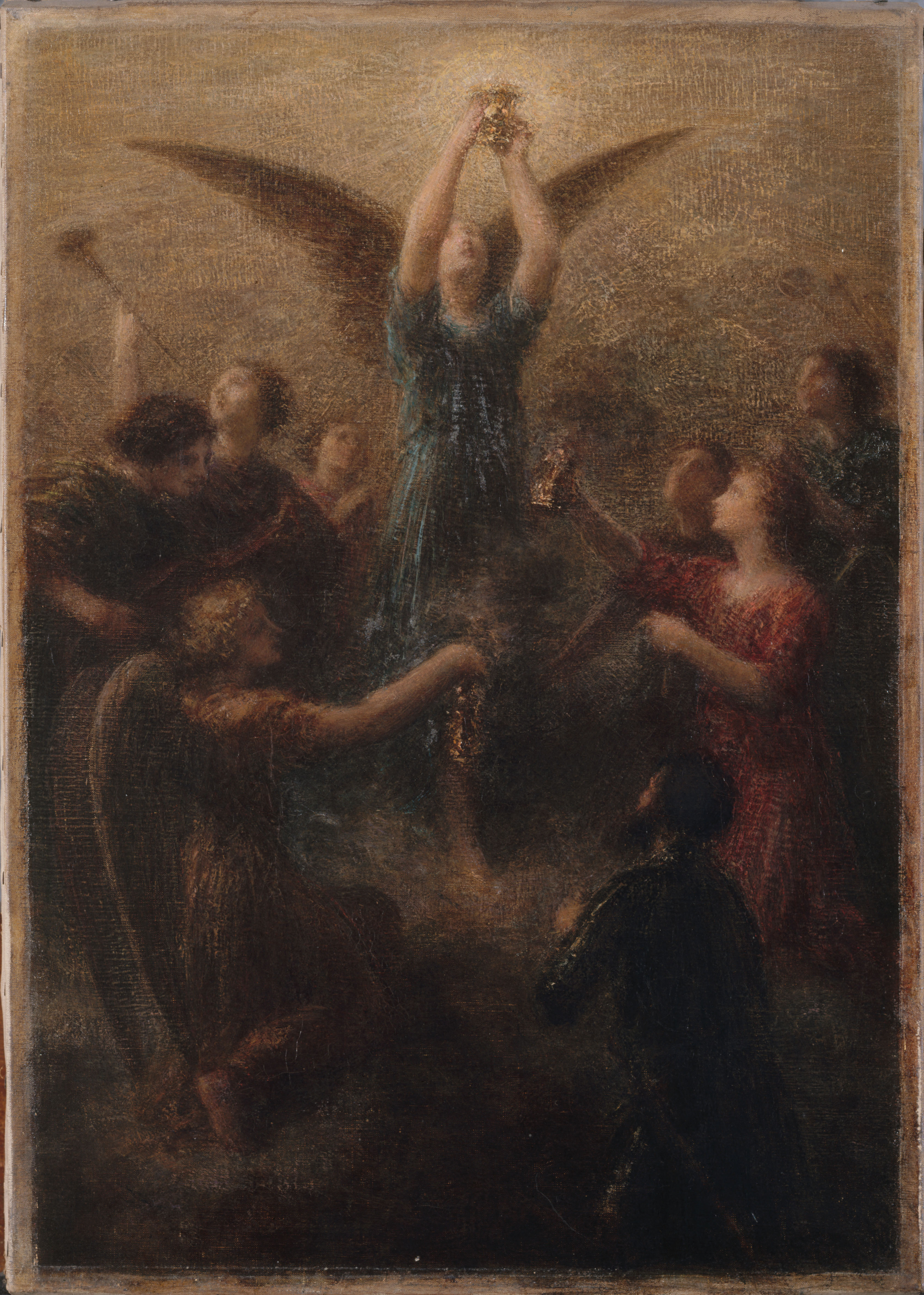
ローエングリン前奏曲「聖杯」（1902年）

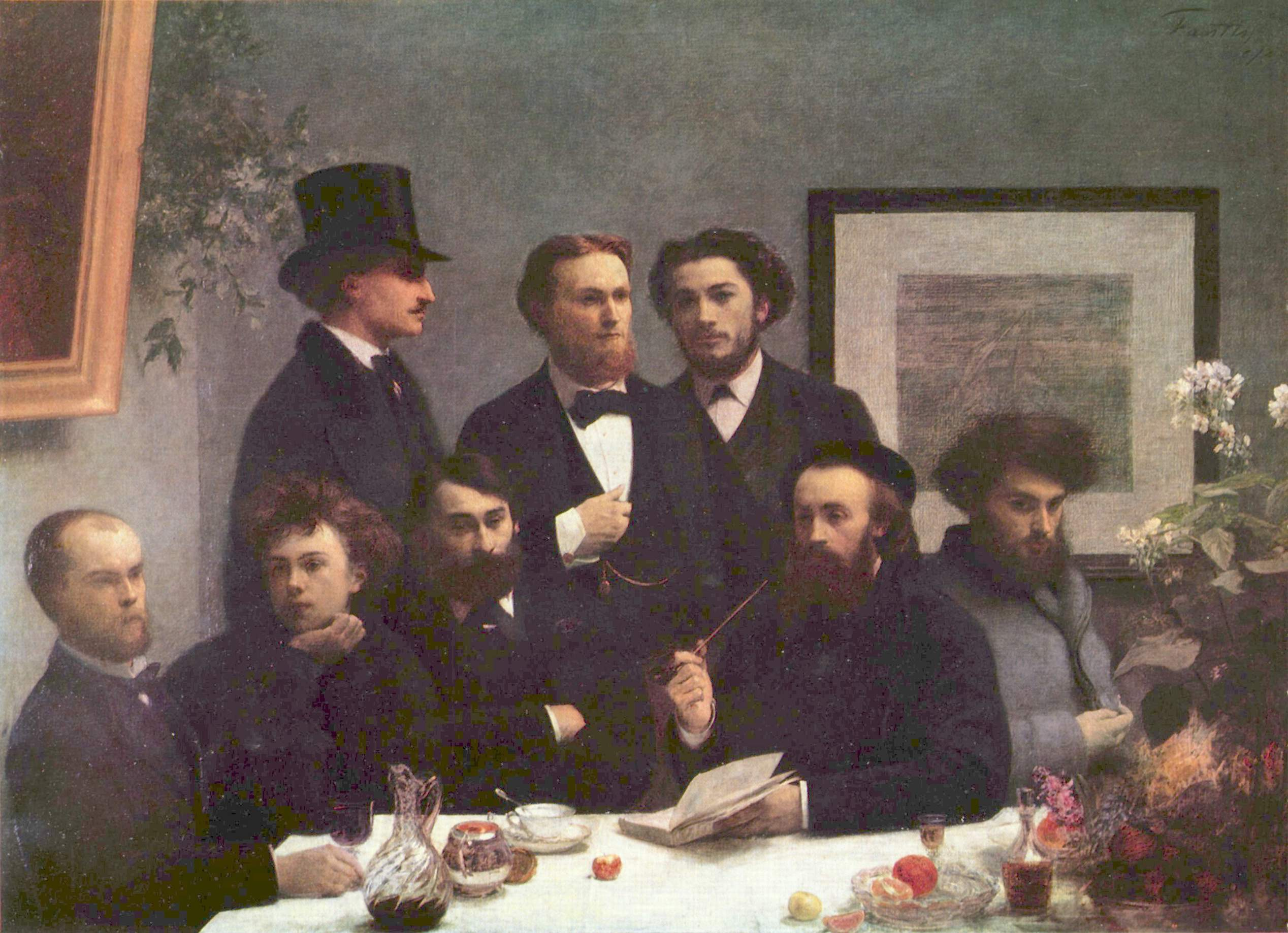
テーブルの片隅（1872年）前列左よりヴェルレーヌ、ランボー、L・ヴァラード、E・デルヴィリィ、C・ペルタン、後列左よりP・エルゼアル・ボニエ、E・ブレモン、J・エカール
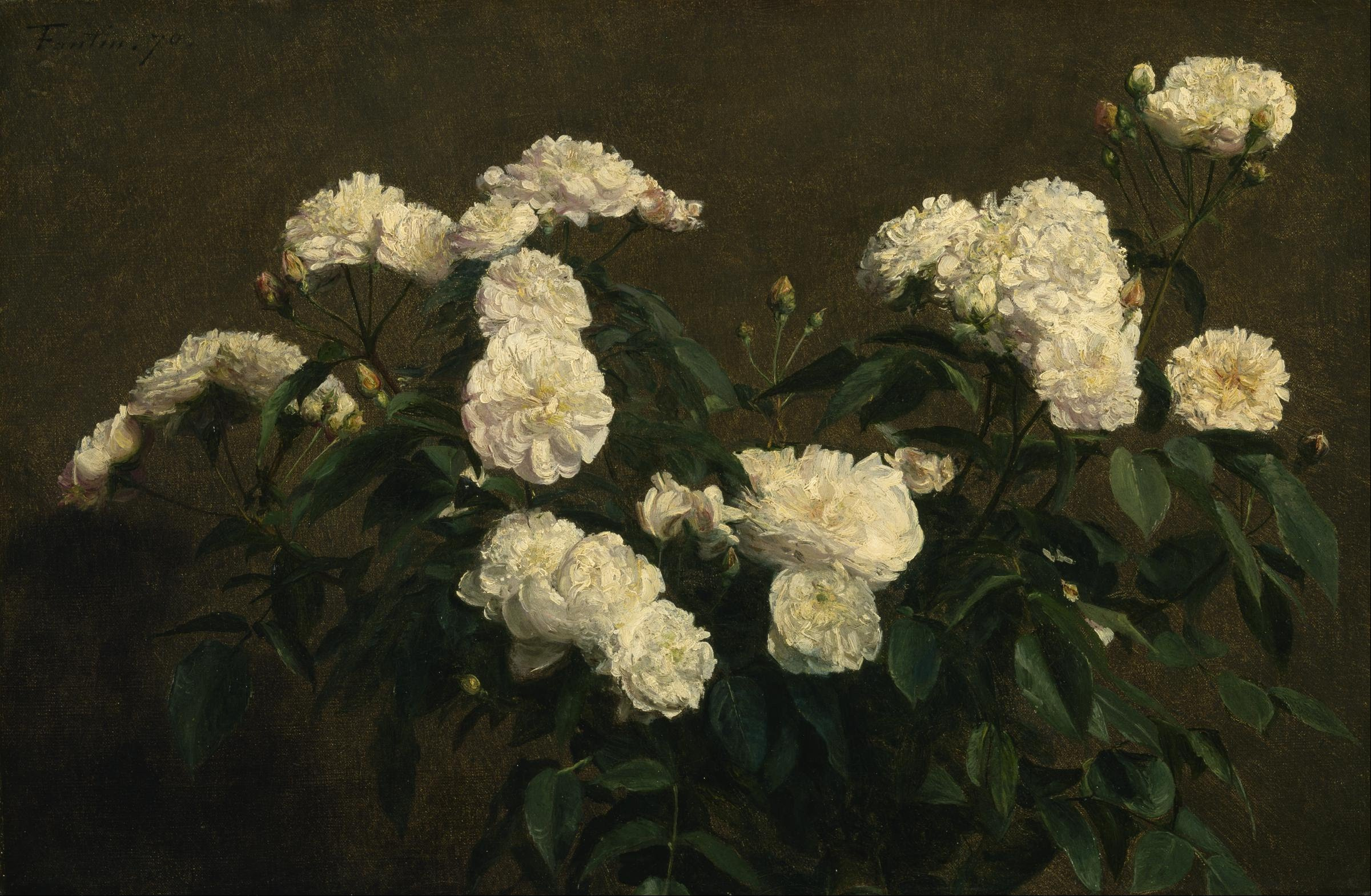
白いバラの静物画
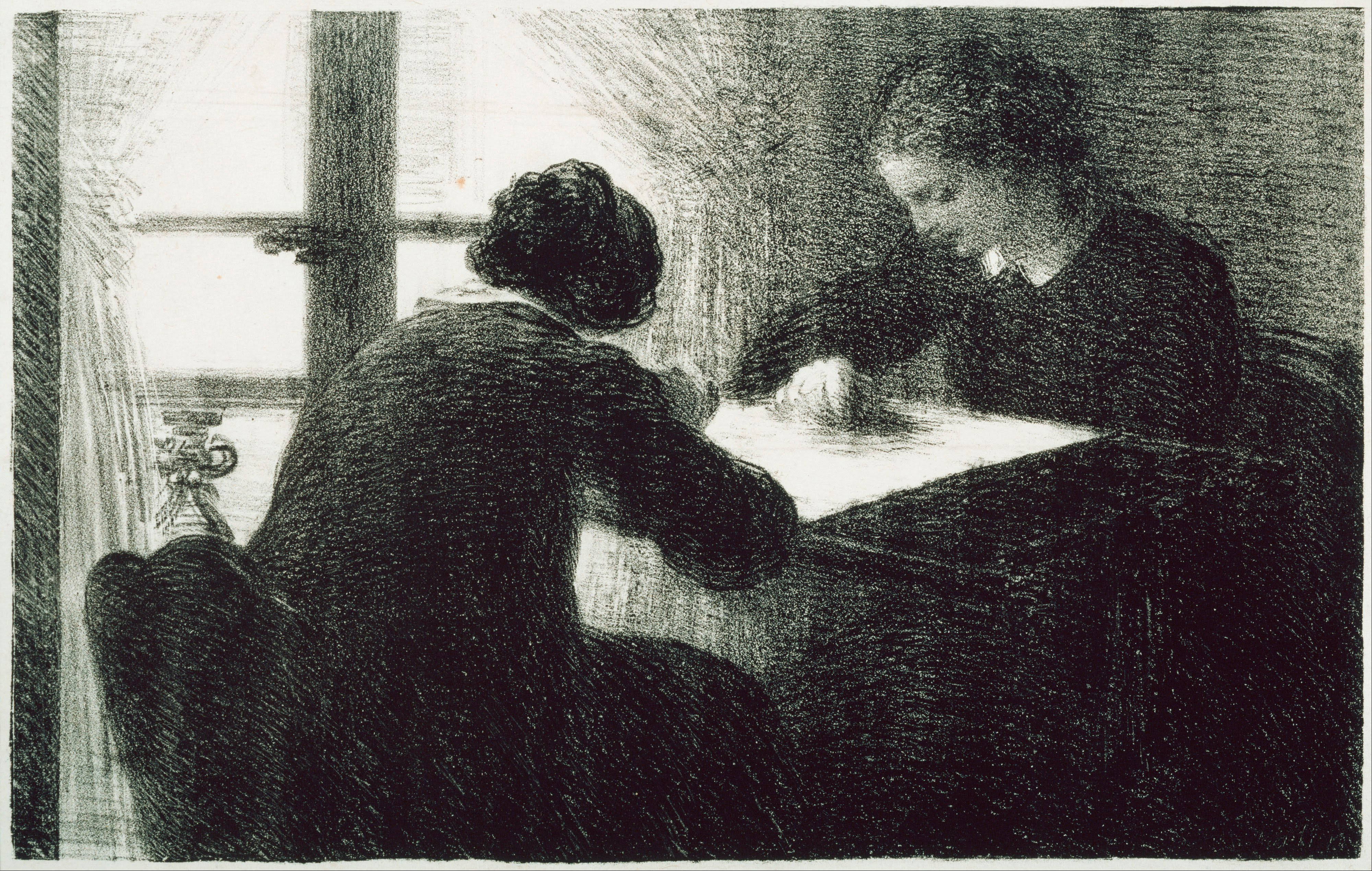
刺繍をする人 版画作品